# Contea di Garissa
La contea di Garissa è una della 47 contee del Kenya situata nell'ex provincia Nordorientale